# Saligos
Saligos är en kommun i departementet Hautes-Pyrénées i regionen Occitanien i sydvästra Frankrike. Kommunen ligger i kantonen Luz-Saint-Sauveur som tillhör arrondissementet Argelès-Gazost. År 2022 hade Saligos 89 invånare.

## Befolkningsutveckling
Antalet invånare i kommunen Saligos
| Referens: INSEE |